# 蒙羅維亞 (阿拉巴馬州)
蒙羅維亞（英語：Monrovia）是一個位於美國阿拉巴馬州麥迪遜縣的非建制地區。該地的面積和人口皆未知。

## 地理
蒙羅維亞的座標為34°47′11″N 86°42′50″W / 34.78639°N 86.71389°W，而該地的平均海拔高度為228米（即748英尺）。